# Riu Touchet
El Touchet - AFI /ˈtuːʃi/ - és un afluent del riu Walla Walla al sud-est de Washington als Estats Units de 55-milla (89 km) de longitud. La conca del Touchet abasta unes 740 milles quadrades (1,900 km2) als comtats de Columbia i Walla Walla.
L'USGS esmenta dos noms alternatius: Pouchet River i Toosha River.

## Geografia

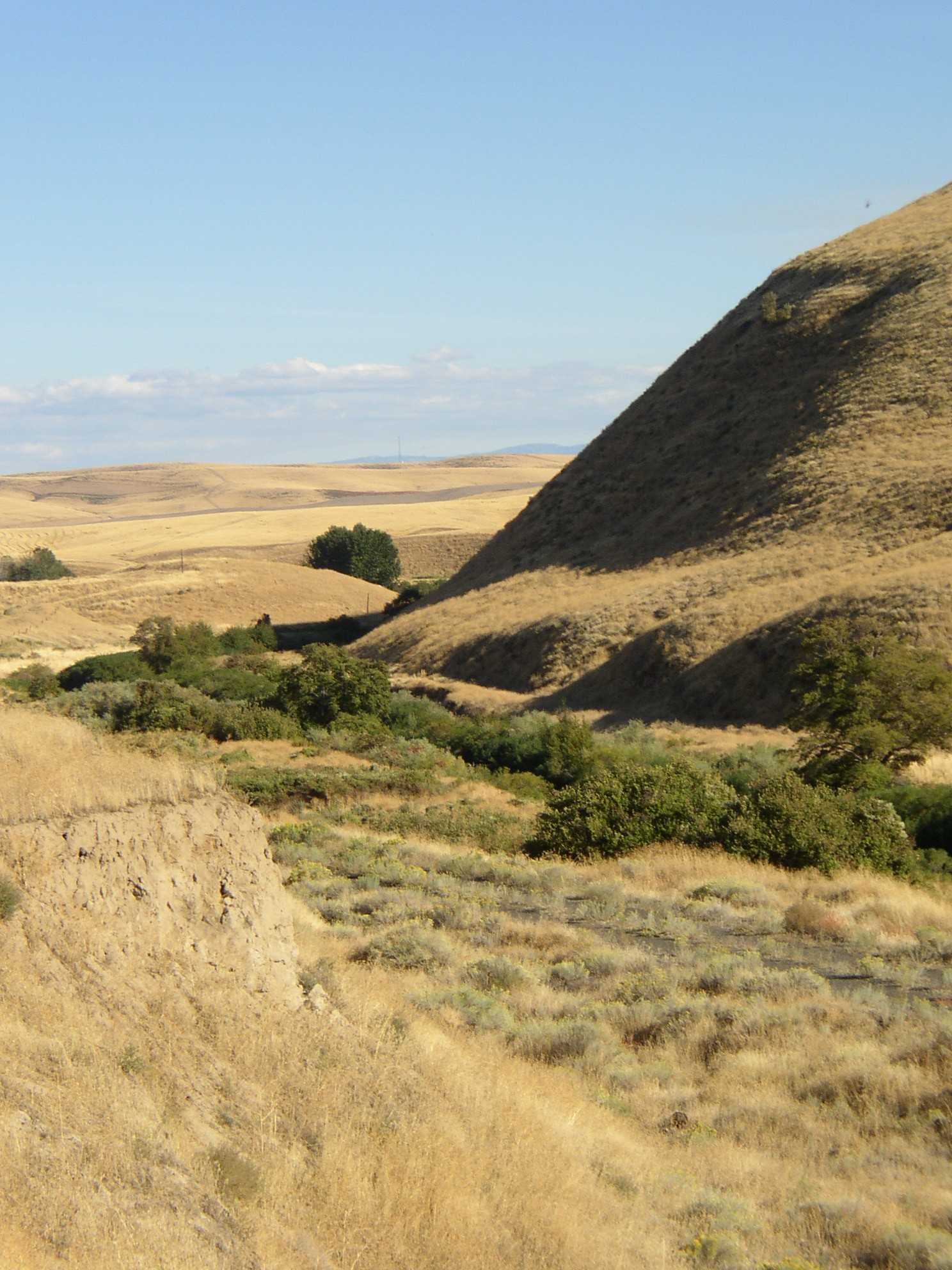
La vall del Touchet a la tardor un xic a l'oest de Lamar Cabin

El riu Touchet està conformat per nombroses bifurcacions que drenen el vessant nord de les Blue Mountains per sobre de Dayton al comtat de Columbia. Totes les forques tenen les capçaleres al districte de Walla Walla Ranger del Bosc Nacional Umatilla. El North Fork, a unes 25 milles (40 km) de llarg, s'inicia prop de Ski Bluewood, mentre que les 20-milla (32 km) el South Fork es forma per la confluència del Green Fork i el Burnt Fork prop de Deadman Peak. Al North Fork també s'hi uneix el Wolf Fork i el seu afluent el Robinson Fork, que drenen l'àrea entre el North i el South Fork.
El North Fork i el South Fork s'uneixen a Baileysburg, formant el principal riu Touchet, que discorre cap al nord fins a Dayton on s'uneix amb el Patit Creek i gira cap a l'oest. Per davall de Dayton, entra al comtat de Walla Walla i travessa la llarga vall de Touchet, passant per Waitsburg (on s'uneix amb el Coppei Creek) i Prescott (on se li uneix el Whetstone Creek). A prop de l'antic assentament de Lamar (a l'est d'Eureka), el riu vira cap al sud travessant els turons fins a la seva confluència amb el riu Walla Walla a Touchet, a unes 22 milles (35 km) aigües amunt des d'on el Walla Walla s'uneix al riu Snake.
El Servei Geològic dels Estats Units (USGS) gestionava una estació d'aforament al riu Touchet a Bolles (entre Waitsburg i Prescott) entre 1924 i 1989. El cabal mitjà anual era de 226 cu ft/s (6.4 m3/s) amb mitjanes mensuals que oscil·laven entre un màxim de 440 cu ft/s (12 m3/s) al febrer fins a un mínim de 35 cu ft/s (0.99 m3/s) a l'agost. El 23 de desembre de 1964, durant la riuada del Nadal de 1964, es mesurà el cabal rècord de 9,350 cu ft/s (265 m3/s).

## Història
Abans que l'home blanc entrés a la vall del riu Touchet, hi havia un sender dels indis americans establert a través de la vall, el Nez Perce Trail fins a les cascades de Celilo Falls o Old Celilo Falls Trail, pel qual els nez percés (també un grup de llengua sahaptin) va passar a l'oest per pescar salmó a Celilo Falls, al riu Columbia. Com passa amb altres pobles de parla sahaptin, els Nez Perce eren migratoris, tornant als mateixos llocs any rere any; Celilo Falls eren a l'extrem occidental de la seva distribució anual.

En el seu viatge de tornada l'any 1806, l'Expedició de Lewis i Clark seguí l'Old Celilo Falls Trail, remuntant les valls dels rius Walla Walla i Touchet; van acampar al Touchet a unes 12 milles (19 km) al nord de la ciutat actual de Touchet el 30 d'abril de 1806. El Lewis and Clark Trail State Park commemora el seu campament l'1 de maig de 1806 al riu Touchet. L'expedició va sortir del riu Touchet per seguir-ne un afluent, Patit Creek, a l'actual Dayton. Van acampar a unes 2 milles (3 km) per sobre de l'actual Dayton a Patit Creek el 2 de maig de 1806, abans de seguir el camí a través del país fins al riu Tucannon.

La missió Whitman va catalitzar l'assentament blanc de la regió, començant el 1843 quan 1.000 persones, 120 vagons i aproximadament 5.000 cavalls i bestiar van arribar a la vall de Walla Walla. Els colons inicials van romandre prop de l'actual ciutat de Walla Walla i a la vall del riu Touchet.